# Houtkade

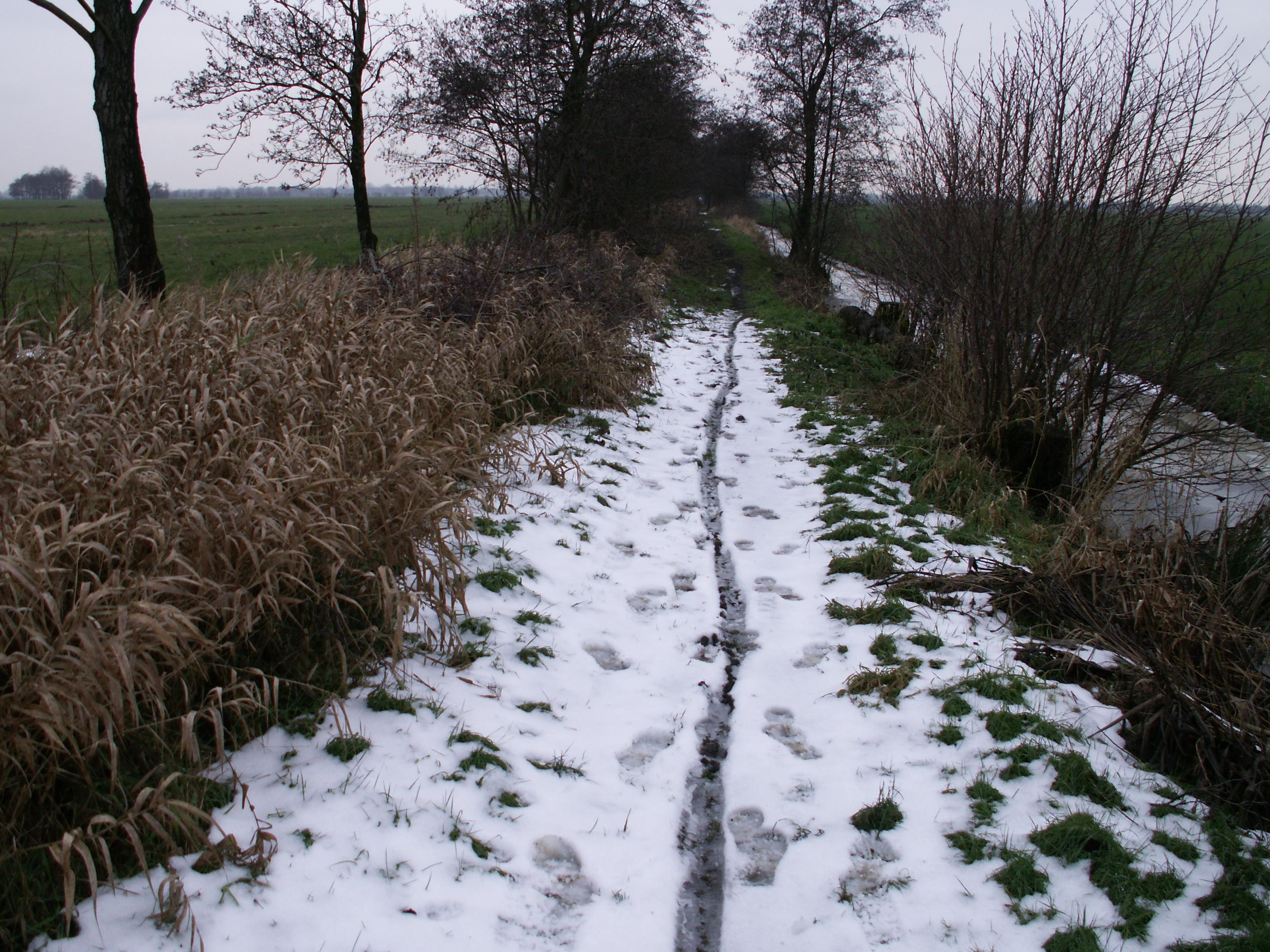
De Hollandse Kade bij Breukelen

Een houtkade is een met hakhout begroeide veenkade.
De begroeiing bestaat van oudsher uit wilg, es en zwarte els, die met hun wortels behulpzaam zijn bij het bijeen houden van de veengrond. Als er klei op de waterkering is aangebracht groeit er soms ook eikenhout. Eeuwenlang snoeiden de boeren de bomen om de oogst te gebruiken als geriefhout. De kades hebben een functie in de waterhuishouding van de veengebieden. Ze vormen in de Hollands-Utrechtse laagvlakte vaak de begrenzing van oude ontginningsgebieden en polders. In de breedte komen aanzienlijke verschillen voor.